# Faustina den yngre
Faustina den yngre (Annia Galeria Fustina Minor), född 125 eller 130, död 175, var en romersk kejsarinna, gift med kejsar Marcus Aurelius. Hon gudaförklarades vid sin död.

## Biografi
Faustina var dotter till kejsar Antoninus Pius och Faustina den äldre. Hon trolovades år 138 av sin släkting kejsar Hadrianus och fadern med Lucius Verus, vars far var Hadrianus adoptivson och arvinge. Då Verus far dog adopterade dock Hadrianus Faustinas far i stället, och hon trolovades med sin kusin Marcus Aurelius, som också adopterades av hennes far. Paret gifte sig år 145.

### Kejsarinna
Vid faderns död 161 efterträddes han av hennes man och tidigare trolovade Lucius Verus, och Faustina fick titeln Augusta. Faustina ska ha gett order om avrättningar och förgiftningar, ha legat bakom Avidius Cassius uppror och varit otrogen med sjömän, gladiatorer och adelsmän. Hennes relation till maken var mycket god och han försvarade henne mot alla anklagelser. Hon följde honom på hans fälttåg, var populär bland soldaterna och fick titeln Mater Castrorum, "Barackens Moder". Hon följde honom till imperiets norra delar 170–174 och till öster 175, där hon avled under vintern i ett militärläger vid Halala i Kappadokien.

## Eftermäle
Faustinas änkling lät gudaförklara henne och placera hennes staty i Venustemplet i Rom, dedicerade ett tempel till henne och gav Halala namnet Faustinopolis. Han lät också öppna skolor för föräldralösa flickor kallade Puellae Faustinianae, "Faustinas flickor". Även baden vid Miletus fick hennes namn.

## Galleri

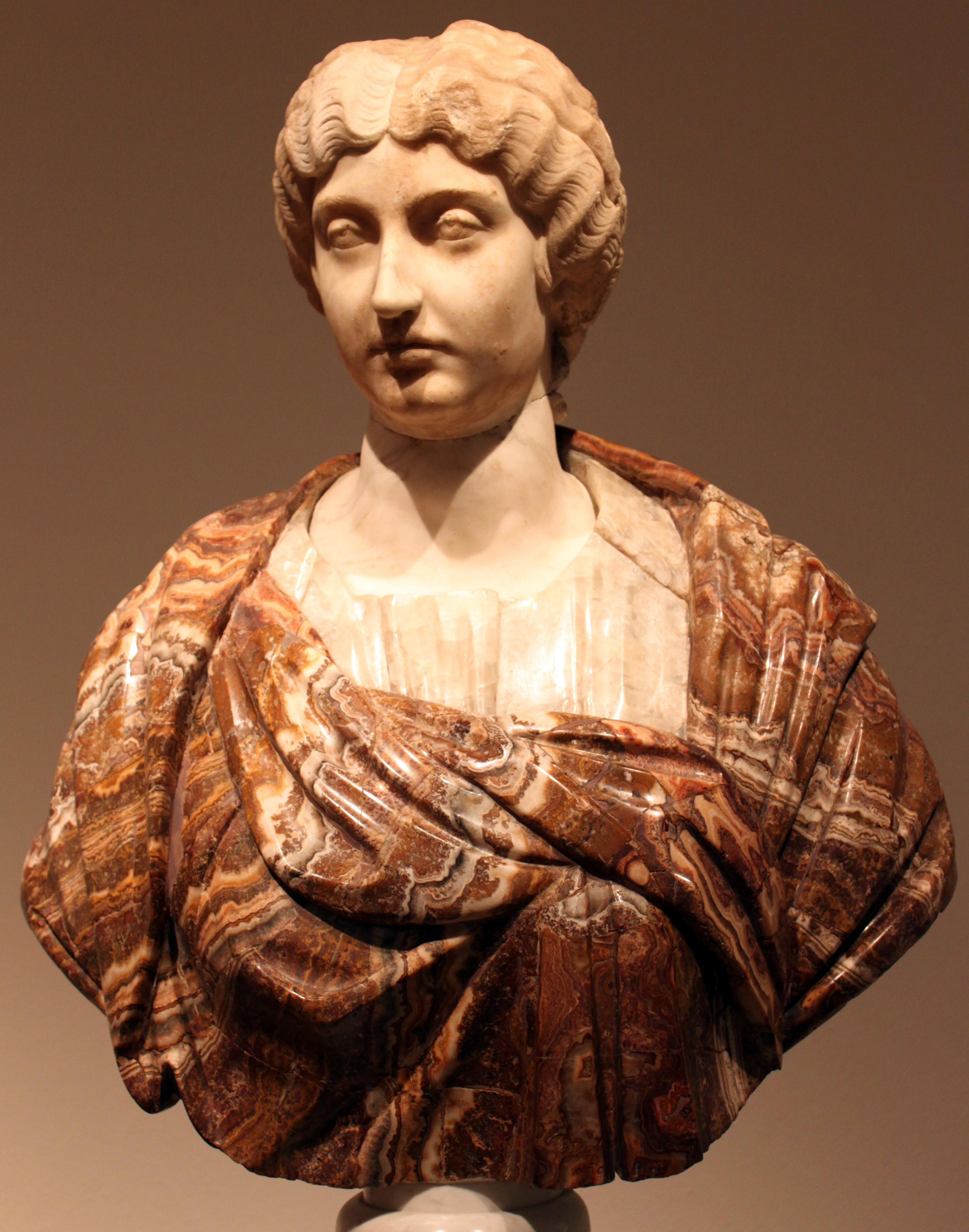
Faustina den yngre.
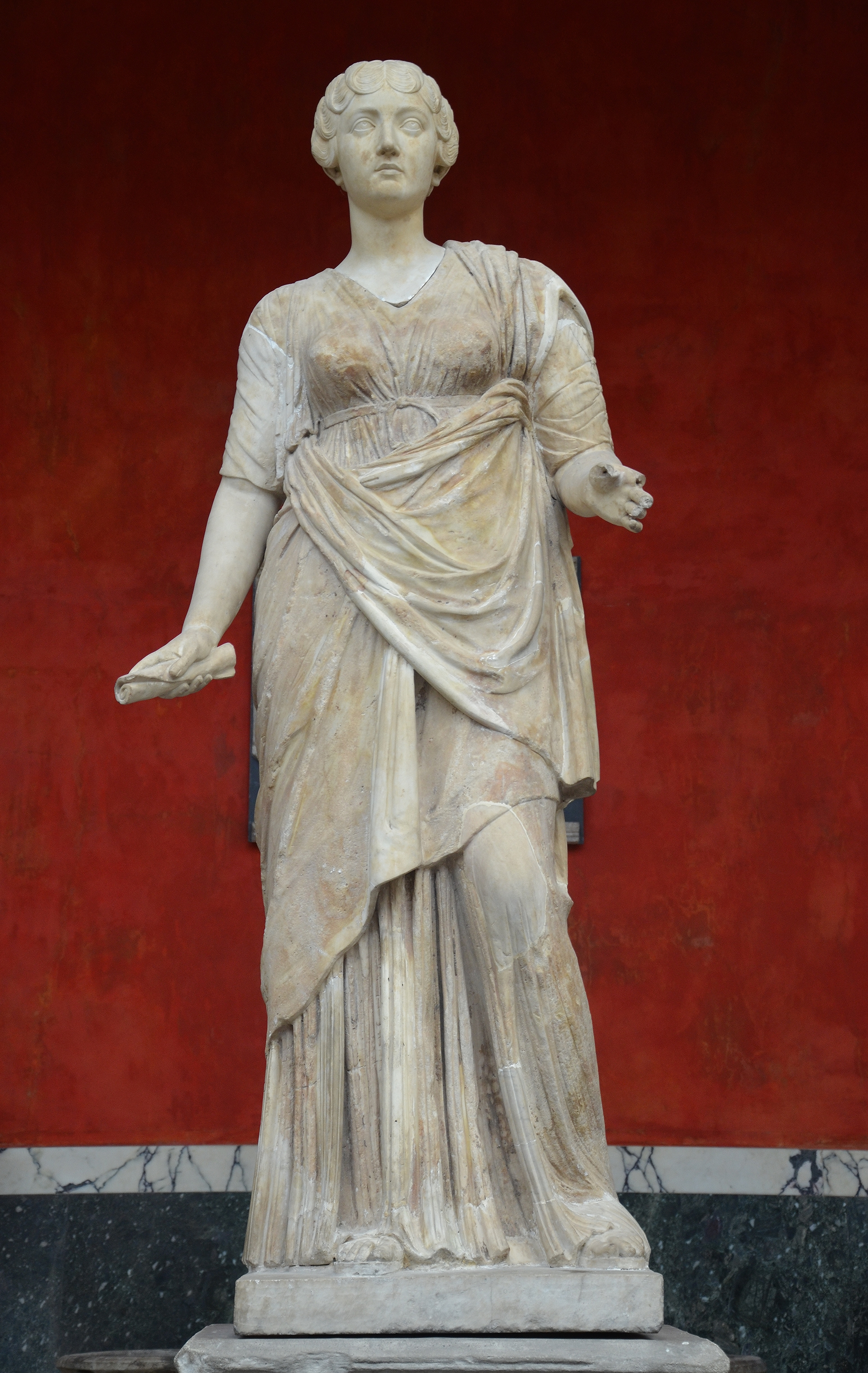
Faustina den yngre.